# PCX
PCX — стандарт представлення графічної інформації. Використовувався графічним редактором PC Paintbrush для MS-DOS компаній Microsoft (одній з перших популярних графічних програм), текстових редакторів і настільних видавничих систем типу WordStar (розроблений ZSoft Corporation) і Ventura Publisher (розробники: Ventura Software, Corel).
Не такий популярний аналог BMP, хоча підтримується специфічними графічними редакторами, такими, як Adobe Photoshop, Corel Draw і ін. В наш час[коли?] не конкурує з форматами, які підтримують краще стискання: GIF, JPEG і PNG.

## Коротка характеристика даного формату
Тип формату — растровий. Більшість файлів такого типу використовують стандартну палітру кольорів, але формат був розширений з розрахунку на зберігання 24-бітових зображень. PCX — апаратно-залежний формат. Призначається для зберігання інформації у файлі в такому ж вигляді, як і у відеоплаті. Для сумісності із старими програмами необхідна підтримка EGA-режима відеоконтроллером. Алгоритм такого стискання дуже швидкий і займає невеликий обсяг пам'яті, проте не дуже ефективний, непрактичний для стискання фотографій і детальнішої комп'ютерної графіки.

## Негативні сторони формату
1. не підтримує зображення з відтінками сірого або таблиці корекції шкали сірого;
2. не підтримує кольору CMYK або інші системи відмінні від RGB;
3. численні варіанти, особливо при роботі з кольорами, можуть робити роботу з файлом неможливим;
4. незручна схема стискання насправді може збільшувати розміри деяких файлів.

## Позитивні сторони формату
1. створення обмеженої палітри кольорів (краще всього 16 або 256);
2. не може включати зображення з поганим стисканням, наприклад, відскановане;
3. підтримується великою кількістю застосунків.